# BAE Systems
BAE Systems — крупнейшая оборонная компания Великобритании, занимающаяся разработками в области вооружений, информационной безопасности, аэрокосмической сфере.
В списке крупнейших публичных компаний мира Forbes Global 2000 за 2022 год BAE Systems заняла 411-е место. По объёму продаж продукции военного назначения (на которую приходится 96 % выручки) компания в 2021 году занимала 7-е место в мире. На 2008 год являлась крупнейшей компанией в мире по производству вооружений.
Компания основана 30 ноября 1999 года слиянием двух британских компаний: British Aerospace (BAe, производителя авиасистем, вооружений и морских систем) и Marconi Electronic Systems (MES, подразделение по оборонной электронике и строительству кораблей компании General Electric Company plc, GEC).
Штаб-квартира расположена в Лондоне. Основными регионами деятельности являются США (дочернее предприятие BAE Systems Inc.), Великобритания, Австралия, Саудовская Аравия, Катар и Швеция.

## История
Созданная в 1999 году BAE Systems собрала в себя около 20 авиастроительных компаний, большинство которых было основано в начале XX века. В начале 1960-х годов была создана British Aircraft Corporation (BAC, «Британская авиастроительная корпорация»), объединившая Vickers-Armstrongs, English Electric Company, Bristol Aeroplane Company и Hunting Aircraft. Примерно в то же время возникла группа Hawker Siddeley, в которую вошли Armstrong Whitworth, A.V. Roe and Company, Folland Aircraft, Gloster Aircraft Company, Hawker Aircraft, Blackburn Aircraft и De Havilland Aircraft Company. Продукция BAC в 1960-е и 1970-е годы включала такие самолёты, как истребитель English Electric Lightning, пассажирские Vickers VC10, BAC 1-11 и Конкорд (в сотрудничестве с Aérospatiale), а в конце 1970-х годов совместно с несколькими другими европейскими компаниями был разработан истребитель Panavia Tornado. Hawker Siddeley выпускала частные самолёты HS-125, авиалайнер Trident, военные Vulcan и Harrier.
В середине 1970-х годов в авиастроительной отрасли начался кризис, и в 1976 году BAC и Hawker Siddeley были национализированы. В следующем году они были объединены в государственное предприятие British Aerospace (BAe), в которое также была включена шотландская компания Scottish Aviation (основана в 1935 году). В 1979 году BAe вошла с 20-процентной долей в консорциум Airbus. Государственной BAe оставалась недолго, уже в 1981 году правительством Маргарет Тетчер было приватизировано 51,57 % акций компании, а в 1985 году и оставшаяся доля за исключением 1-фунтовой акции, гарантирующей то, что компания останется британской; доля иностранных инвесторов была ограничена 15 %, но позже была увеличена до 29,5 %. В 1990-х годах были проданы подразделение бизнес-джетов и Rover Group (была куплена в 1988 году). Также компания участвовала в разработке Eurofighter Typhoon, создала совместные предприятия с американской Lockheed Martin и шведской Saab AB.
В 1999 году 1999 BAe приобрела у General Electric Company подразделение оборонной электроники Marconi Electronic Systems, в связи с чем сменила название на BAE Systems. В 2001 году BAE Systems, французская EADS и итальянская Finmeccanica объединили свои подразделения ракетной техники в совместное предприятие MBDA. В 2004 году был куплен британский производитель военной техники Alvis plc, а в следующем году — американская компания United Defense; на их основе было создано подразделение военной техники. В 2006 году BAE Systems продала свою 20-процентную долю в Airbus. В 2007 году за 4,1 млрд долларов был куплен ещё один американский производитель бронетехники Armor Holdings. В 2008 году была куплена оборонная компания Австралии Tenix Defence; она была включена в австралийский филиал BAE Systems Australia.

## Собственники и руководство
- Роджер Карр (Sir Roger Martyn Carr, род. 22 декабря 1946 года) — председатель совета директоров с 2014 года. Также председатель Английского национального балета. Ранее был председателем, вице-председателем или президентом целого ряда компаний: BBC Trust[англ.], Cadbury, Chubb Locks[англ.], Mitchells & Butlers[англ.], Thames Water, Williams Holdings[англ.].
- Чарльз Вудбёрн (Dr. Charles Woodburn, род. в марте 1971 года) — главный исполнительный директор с июля 2017 года. Ранее работал в нефтесервисных компаниях Expro[англ.] и Schlumberger.

## Деятельность
Подразделения по состоянию на 2021 год:
- Авиация — разработка, производство и обслуживание военных самолётов (Typhoon, Tornado, Hawk), участие в производстве истребителя F-35, разработки по программе Tempest, производство ракет и ракетных комплексов (доля 37,5 % в MBDA); 39 % выручки.
- Флот — разработка и производство подводных лодок (Astute, Dreadnought), военных кораблей (Фрегаты типа 26, Hunter-class frigate[англ.]); ремонт и модернизация военного флота США и Великобритании, производство радаров и другой электроники, боевой оснастки судов; основная верфь находится в Барроу-ин-Фернесс; 16 % выручки.
- Платформы и услуги — разработка, производство и обслуживание военной техники, артиллерийских и ракетных систем, производство боеприпасов, ремонт судов; предприятия в США, Великобритании и Швеции; 16 % выручки.
- Электроника — разработка и производство электроники для военной и гражданской авиации, контрольных систем для двигателей, систем связи и наблюдения; 21 % выручки.
- Информационные технологии — сбор разведывательной информации и информационная безопасность для правительственных учреждений США и Великобритании, а также для коммерческих клиентов; 8 % выручки.

Основными рынками являются США (43 % выручки), Великобритания (20 %), Саудовская Аравия (12 %), Катар (6 %), Австралия (4 %).
|                     | 2008  | 2009   | 2010  | 2011  | 2012  | 2013  | 2014  | 2015  | 2016  | 2017  | 2018  | 2019  | 2020  | 2021  |
| ------------------- | ----- | ------ | ----- | ----- | ----- | ----- | ----- | ----- | ----- | ----- | ----- | ----- | ----- | ----- |
| Оборот              | 16,67 | 20,37  | 20,98 | 17,77 | 16,69 | 16,86 | 15,43 | 16,79 | 17,79 | 18,32 | 16,82 | 18,31 | 19,28 | 19,52 |
| Чистая прибыль      | 1,745 | -0,067 | 1,052 | 1,240 | 0,948 | 0,168 | 0,740 | 0,918 | 0,913 | 0,854 | 1,000 | 1,476 | 1,299 | 1,758 |
| Активы              | 25,68 | 25,41  | 24,03 | 23,10 | 22,27 | 19,68 | 19,79 | 20,08 | 22,98 | 22,45 | 24,75 | 25,63 | 27,53 | 27,14 |
| Собственный капитал | 7,234 | 4,655  | 5,332 | 4,240 | 3,720 | 3,381 | 1,842 | 2,989 | 3,438 | 4,741 | 5,546 | 5,407 | 4,643 | 7,436 |

## Военная продукция
- истребители Typhoon, Jaguar, Harrier II, Tornado GR4
- танки Challenger 2
- гусеничные платформы CVR(T), AMPV, M113
- боевые машины пехоты CV90, Warrior, Bradley
- амфибийные боевые машины AAV7, ACV
- САУ Archer, M109A7
- БРЭМ M88A3 Hercules, M88A2 Hercules
- Bandvagn 206 (BV-206 «Лось») — двухзвенный гусеничный вездеход, 1974 год[17].
- Авианосец HMS Queen Elizabeth — головной авианосец одноимённого типа.

## Гражданская продукция
Автомобильные технологии
Компания с 1970-х годов разрабатывает технологии для гибридного транспорта. К концу 2010 года гибридная платформа HybriDrive® производства BAE Systems была установлена на 2700 автобусов разных производителей.
Также известна тем, что проводит доработки Mercedes S Pulman Guard для Гаража особого назначения.

## BAE Systems в Казахстане
Компании принадлежит 49 % акций национального авиаперевозчика Республики Казахстан — Air Astana. Сотрудничество началось в 2001 году.

## Критика
В течение более 10 лет с момента создания компания была крупнейшим в мире торговцем оружием и в связи с этим подвергалась критике со стороны правозащитных организаций, таких как Amnesty International. Критиковался не только сам факт торговли оружием, но и продажа современного вооружения диктаторским режимам, в «горячие точки», широкое применение дачи взяток для получения контрактов или прекращения расследования коррупционных схем.
Наиболее крупным скандалом была заключённая в 1985 году сделка британского правительства с Саудовской Аравией (Al-Yamamah arms deal), которая в основном включала продукцию British Aerospace (около сотни военных самолётов и большое количество ракет) в обмен на нефть; позже было заключено ещё несколько подобных сделок, BAE Systems создала в Саудовской Аравии дочернюю компанию по обслуживанию проданной техники (около 5 тыс. человек персонала). Против компании в Великобритании несколько раз начиналось следствие в связи с дачей взяток членам династии Саудитов, но каждый раз прекращалось под политическим давлением; лишь Министерству юстиции США в 2010 году удалось довести дело до конца — взыскать штраф в размере 400 млн долларов.
С 1978 по 1996 год предшественники компании продавали военные самолёты Индонезии режиму Сухарто, а также Чили во время правления Аугусто Пиночета.
Компания критиковалась за навязывание с помощью взяток оборонной продукции бедным странам по завышенным ценам. Наиболее ярким примером была продажа радарной системы Танзании в 2001 году за 28 млн фунтов стерлингов, также крупные поставки делались в ЮАР, Грецию, Чехию, Румынию, Индию и Зимбабве.